# Chiraps
Chiraps es un género de polillas de la familia Tortricidae.

## Especies
- Chiraps alloica (Diakonoff, 1948)
- Chiraps excurvata (Meyrick, in de Joannis, 1930)
- Chiraps paterata (Meyrick, 1914)
- Chiraps phaedra (Diakonoff, 1983)